# Рощевский, Юрий Константинович
Ю́рий Константи́нович Роще́вский — краевед, эколог, этнограф, фотограф, кандидат биологических наук, научный сотрудник Института экологии Волжского бассейна РАН (Тольятти), один из создателей национального парка «Самарская Лука».

## Биография
Родился в семье офицера группы советских войск в Германии. В 1956 году после демобилизации главы семьи Рощевские переехали в Куйбышев.
В 1968 году окончил Куйбышевский государственный педагогический университет по специальности «учитель биологии и химии». 3 года работал учебным мастером 3 года в этом же институте.
В 1971—1985 годах работал последовательно лаборантом, ассистентом, старшим преподавателем в Куйбышевском государственном университете, читал курсы: «Этология» для студентов-биологов, «Общая экология», «Охрана природы» для студентов гуманитарных и естественных факультетов. Занимался научной деятельностью, в основном связанной с групповым и социальным поведением животных. Являлся организатором и участником нескольких экспедиций: в Якутию, Мурманскую, Астраханскую области, Казахстан.
Одновременно занимался активной общественной работой: в 1975—1985 годах работал в областном совете Общества охраны природы, был руководителем секции особо охраняемых природных территорий (ОПТ) Куйбышевского областного совета общества охраны природы. В это время им совместно с А. С. Захаровым и Т. В. Тезиковой была проделана огромная правовая и организационная работы по созданию национального парка «Самарская Лука». Рощевский являлся автором и соавтором практически всех документов, утверждённых в этот период облисполкомом и областным советом народных депутатов, касающихся Самарской Луки. Пытался организовать общественный контроль за состоянием памятников природы и заказников Куйбышевской области, но столкнулся с сильным противодействием со стороны областного и государственного руководства общества охраны природы, считавшего необходимым открытие новых памятников, но не контроль за существующими. В результате возникшего конфликта Рощевский был снят с должности председателя секции, но продолжил деятельность по созданию национального парка до его открытия летом 1985 года.
Был членом общественных экологических советов при облисполкоме и областном совете народных депутатов. Являлся куратором студенческой дружины по охране природы.
После долгожданного появления национального парка Юрий Константинович переходит на работу в него, переехал из Куйбышева в Жигулёвск. Трудился заместителем директора национального парка «Самарская Лука» по научной работе. Создал и руководил первым в стране научным подразделением национального парка, занимавшимся прикладными исследованиями: экспресс-измерения, анализ состояния экосистем и культурных объектов, с выдачей экспертных заключений, в которых помимо прочего указывались допустимые формы и масштабы использования объектов культуры и природы.
Однако и эта его работа вызвала недовольство чиновников, Рощевский отказывался подписывать документы с недостоверными обоснованиями возможности усиления эксплуатации природы Самарской Луки, выступал против разрешения охоты на копытных на территории национального парка. В результате очередного конфликта 25 июля 1996 года Юрий Рощевский был уволен из национального парка «в связи с сокращением штатов», несмотря на обширную поддержку со стороны СМИ, в том числе федеральных.
С 1993 года является руководителем общества содействия национальным паркам «Парквей».
С февраля 1997 года Юрий Рощевский работает педагогом дополнительного образования в эколого-биологическом центре города Тольятти. Несколько лет подряд организовывает учебно-волонтёрские группы подростков, помогающие национальным паркам страны. В начале 2000-х был автором и ведущим цикла игровых научно-популярных телепередач о национальном парке «Самарская Лука» на тольяттинском телеканале «Лада ТВ».
С 2005 года является научным сотрудником института экологии Волжского бассейна РАН в качестве специалиста по управлению особо ценными природными территориями. С 2007 одновременно является доцентом кафедры «Социально-культурный сервис и туризм» в Самарской академии государственного и муниципального управления. Преподаёт дисциплины: «охраняемые территории природного и культурного наследия», «природные и культурные ландшафты».
С начала 2000-х активно занимается проектом создания заповедника «Красноречье» в Ульяновской области. Член первого созыва общественной палаты Самарской области (2008—2011).
Является общепризнанным крупнейшим специалистом по Самарской луке, которую он всю исходил пешком, в том числе дважды совершив пешую жигулёвскую кругосветку, сам является известным экскурсоводом по территории Луки, а также занимается подготовкой экскурсоводов и менеджеров по туризму.
Увлекается фотографией, весной 2012 года в Жигулёвском заповеднике проводилась персональная выставка фотографий Юрия Константиновича «Личное ощущение природы».
В 2007 году стал лауреатом премии имени И. И. Спрыгина в номинации «Теория заповедного дела».
Подготовил выступления для урока о важном 11 сентября 2023 года.

## Научная работа
Юрий Рощевский является автором более 90 научных и около 20 научно-популярных работ. Он также был участником многих Всесоюзных, Всероссийских и двух Международных научных конференций и прогрессов.
С 1970 по 1978 год Рощевский занимался преимущественно экологией птиц и этологией. С 1978 по 1985 год — социальной и прикладной экологией и биоценологией. Разработал периодическую систему групп-персон, в которой классифицируются все структурные и функциональные варианты группового поведения организмов (впервые опубликована в 1978). Сформулировал теоретические принципы инерционного исчисления функциональных (в том числе экологических) процессов и явлений (впервые опубликованы в 1991). Разработал специфичную градацию функциональных особенностей экосистем, испытывающих внешнее воздействие разной силы (впервые опубликована в 1982). В 1979 году Рощевский подготовил диссертацию «Экология гнездовых поселений крачек рода „Sterna“», однако отложил её защиту на неопределённое время, посчитав целесообразным сосредоточиться на создании национального парка. С 1985 года сосредоточился на изучение теории заповедного дела, способов управления особо охраняемыми природными территориями, регионалистики, экологического образования.
Во время работы в национальном парке занимался фольклористикой, этнической психологией, опубликовал много публицистических работ.
В 2005 году защитил кандидатскую диссертацию «Экологические закономерности и принципы управления охраняемыми экосистемами» по специальности «экология». Учёная степень кандидата биологических наук была присуждена в 2006 году.
В 2011 году стал автором и руководителем образовательного проекта «Лучшая земля», который предусматривает проведение летних школ по географии и регионалистике для школьников и молодёжи.